# Кальсада-дель-Кото
Кальсада-дель-Кото (ісп. Calzada del Coto) — муніципалітет в Іспанії, у складі автономної спільноти Кастилія-і-Леон, у провінції Леон. Населення — 260 осіб (2010).
Муніципалітет розташований на відстані близько 250 км на північний захід від Мадрида, 46 км на південний схід від Леона.
На території муніципалітету розташовані такі населені пункти: (дані про населення за 2010 рік)
- Кальсада-дель-Кото: 211 осіб
- Кодорнільйос: 49 осіб

## Демографія
Динаміка населення (INE ):